# 애니멀 하우스의 악동들
《애니멀 하우스의 악동들》(National Lampoon's Animal House)은 미국에서 제작된 존 랜디스 감독의 1978년 코미디 영화이다. 존 벌루시, 팀 매서슨, 톰 훌스, 존 버넌, 도널드 서덜랜드 등이 출연하였고, 매티 시먼스 등이 제작에 참여하였다.
상대적으로 적은 예산으로 박스 오피스에서 크게 성공하였으며, 이 영화의 영향을 받아 《포키스》(1981), 《폴리스 아카데미》 시리즈(1984-현재), 《아메리칸 파이》 시리즈(1999-현재), 《올드 스쿨》(2003)과 같은 코미디 영화들이 만들어졌다.

## 줄거리
1962년 가을 페이버 칼리지. 학장은 부적절한 행동 위반, 낮은 평균 학점으로 보호 관찰 처분 상태에 놓인 남학생 사교 모임 델타 타우 키 하우스를 아예 없애고 싶어한다. 학장은 명망 있는 이웃 남학생 사교 모임 오메가 세타 파이 하우스를 시켜 델타 하우스 인가를 취소하여 영구 퇴출시킬 명분을 찾게 하는데...

## 출연

### 델타 하우스
- 존 벌루시 - 존 "블루토" 블루타스키 역
- 팀 매서슨 - 에릭 "오터" 스트래턴, 말을 번드레하게 하는 바람둥이 역
- 피터 리거트 - 도널드 "분" 쇼언스틴 역
- 톰 훌스 - 래리 "핀토" 크로거, 신입 역
- 스티븐 퍼스트 - 켄트 "플라운더" 도프먼, 옛 회원인 형 프랭크 덕에 "레거시" 자격을 갖춘 신입 역
- 브루스 맥길 - 대니얼 심프슨 "디데이" 데이, 모터사이클 애호가 역
- 제임스 위도스 - 로버트 "후브" 후버, 회장 역
- 캐런 앨런 - 케이티, 분의 여자친구 역
- 더글러스 케니 - 드웨인 "스토크" 스토크먼 역
- 크리스 밀러 - 커티스 웨인 "하드바" 풀러 역

### 오메가 하우스
- 제임스 도턴 - 그레그 마멀러드, 회장 역
- 마크 멧캐프 - 더글러스 "더그" C. 니더마이어, ROTC 후보생 지휘관 역
- 케빈 베이컨 - 칩 딜러, 신입 역

### 파이 하우스
- 메리 루이즈 웰러 - 맨디 페퍼리지 역
- 마사 스미스 - 바버라 수 "뱁스" 잰슨 역

### 그 외
- 존 버넌 - 버넌 워머 총장 역
- 버나 블룸 - 매리언 워머 부인, 총장의 알코올 의존증 아내 역
- 도널드 서덜랜드 - 데이브 제닝스 영어 교수 역
- 체사레 다노바 - 카마인 더파스토 마을 시장 역
- 세라 홀컴 - 클로렛 더파스토, 마을 시장의 13살 딸 역
- 일라이자 로버츠 - 브루넬라 역
- 레지널드 파머 - 못된 남성 역
- 로버트 크레이 - 가상 밴드 '오티스 데이 앤드 더 나이츠' 밴드지휘자 역
- 서니 존슨 (편집)

## 기타 제작진
- 배역: 마이클 치니치, 돈 필립스
- 세트: 핼 고즈먼
- 의상: 데버라 너둘먼
- 분장 부문: 매릴린 패트리시아 필립스
- 프로덕션 매니저: 피터 맥그레거스콧
- 조감독: 클리퍼드 C. 콜먼, 게리 매클라티, 에드 밀커비치